# Store Tåstrup Sogn
Store Tåstrup Sogn er et sogn i Holbæk Provsti (Roskilde Stift).
I 1800-tallet var Store Tåstrup Sogn et selvstændigt pastorat. Det hørte til Merløse Herred i Holbæk Amt. Store Tåstrup sognekommune blev ved kommunalreformen i 1970 indlemmet i Tølløse Kommune, der ved strukturreformen i 2007 indgik i Holbæk Kommune.
I Store Tåstrup Sogn ligger Store Tåstrup Kirke.
I sognet findes følgende autoriserede stednavne:
- Bagmarken (station)
- Bonderup (ejerlav, landbrugsejendom)
- Gedebjergshuse (bebyggelse)
- Gydehuse (bebyggelse)
- Hammershus (bebyggelse, ejerlav)
- Have Borup (bebyggelse, ejerlav)
- Holtehuse (bebyggelse)
- Kannikeskov (bebyggelse)
- Kyringe (bebyggelse, ejerlav)
- Kyringe Enghave (bebyggelse)
- Kyringe Holm (bebyggelse)
- Lille Kyringe (bebyggelse)
- Lille Udstrup (bebyggelse)
- Merløsegård (ejerlav, landbrugsejendom)
- Mølle Borup (bebyggelse)
- Ny Bonderup (bebyggelse)
- Ordrup (bebyggelse, ejerlav)
- Stibjerg (bebyggelse)
- Store Merløse (bebyggelse, ejerlav)
- Store Tåstrup (bebyggelse, ejerlav)
- Søtofte (bebyggelse, ejerlav)
- Udstrup (bebyggelse, ejerlav)